# Naussac-Fontanes
Naussac-Fontanes – gmina we Francji, w regionie Oksytania, w departamencie Lozère. W 2013 roku liczba ludności na terenie obecnej gminy wynosiła 343 mieszkańców. 
Gmina została utworzona 1 stycznia 2016 roku z połączenia dwóch wcześniejszych gmin: Fontanes oraz Naussac. Siedzibą gminy została miejscowość Naussac.